# کونتورینی (پرو)
کونتورینی (به اسپانیایی: Kunturini) یک کوه در پرو است که در منطقه موکگوا واقع شده‌است. کونتورینی ۴٬۶۰۰ متر بالاتر از سطح دریا واقع شده‌است.